# Daniele Bruschi
Daniele Bruschi (Fiorenzuola d'Arda, 8 de julio de 1966) es un deportista italiano que compitió en ciclismo de montaña en la disciplina de campo a través. Ganó una medalla de plata en el Campeonato Europeo de Ciclismo de Montaña de 1993.

## Medallero internacional
| Campeonato Europeo | Campeonato Europeo | Campeonato Europeo | Campeonato Europeo |
| Año                | Lugar              | Medalla            | Competición        |
| ------------------ | ------------------ | ------------------ | ------------------ |
| 1993               | Klosters (Suiza)   | Medalla de plata   | Campo a través     |